# R Doradus
R Doradus eller HD 29712 er en rød kæmpe-stjerne i stjernebilledet Guldfisken på den sydlige himmelkugle. Dens afstand fra jorden er 178±10 lysår Den er med en vinkeldiameter set fra jorden på 0,057±0,005 buesekunder regnet for at være den stjerne som har den største tilsyneladende størrelse set fra jorden. Dens diameter er anslået til at være 515±70 millioner km (3,46 AU) hvilket er 370±50 gange større end solen.